# USS Enterprise (NCC-1701-J)
A USS Enterprise (NCC-1701-J) é uma nave estelar do universo ficcional de Star Trek. Pouco se sabe acerca desta nave, pois aparece somente no episódio Azati Prime da telessérie Star Trek: Enterprise. Teria sido construída no século XXVI e contaria com uma tripulação diversificada que incluiria os xindi.
Tendo em vista os eventos relatados na terceira temporada do seriado, a Enterprise-J pertence a um futuro alternativo devido à união dos humanos e dos xindi para destruir as "Esferas". Porém, Essa linha do tempo pode ter sido negada quando a Enterprise destruiu a rede das esferas da expansão Delphic em 2154. 
A menção a uma Enterprise-J subentenderia a existência dos modelos -F, -G, -H e -I. Como a -J pertence a um futuro alternativo, nada garante que as futuras séries e filmes de Star Trek contarão com naves sucessoras da Enterprise-E.